# Metavariabel
Metavariabler, eller metasyntaktiska variabler, används i programmering för att beskriva godtyckliga variabler eller objekt. Namnet har ofta ingen direkt betydelse, utan finns till för att kunna ha något konkret att hänvisa till. Inom datorkulturen har dessa metavariabler ofta fått lekfulla namn.
Den "kanoniska" och troligen vanligaste metavariabeln är foo, som ofta efterföljs av bar och baz i de fall två eller tre godtyckliga variabler behövs. Inget av orden har en direkt mening annat än vad sammanhanget kan ge. Om en person beskriver en metod för att göra något i direkt programkod används ofta variabelnamnen foo, bar och ibland baz istället för att tänka ut riktiga namn. Ibland kombineras orden till foobar, ej att förväxla med akronymen FUBAR.
Beroende på programmerarens kulturella anknytning kan det även förekomma andra metasyntaktiska variabler.
I svensk programmerarjargong förekommer till exempel nisse och flärp som metavariabler, medan i den brittisk-engelska jargongen är fred och bloggs vanliga.[källa behövs]